# Rodrigo de Araya

Blasón de Rodrigo de Araya.

Rodrigo de Araya (Rivera-Oveja, Casar de Palomero, Cáceres, ? – Santiago de Chile, 1561) fue un conquistador español de origen en la localidad de Arraya-Maestu, nacido concretamente en Rivera-Oveja (Casar de Palomero, Cáceres en Extremadura) en fecha incierta. En distintas declaraciones dio como fecha de nacimiento los años de 1497, 1501, 1505 o 1507. 

## Conquista de América
Participó como soldado de Pedro de Candia en la jornada a los Chunchos. Con Diego de Rojas y Francisco de Villagra bajó a la desastrosa campaña a los chiriguanes. Desde Tarija y al mando de 16 hombres bajó hasta el valle de Tarapacá al auxilio de Pedro de Valdivia.

### Conquista de Chile
Participó en la fundación de Santiago de Nueva Extremadura (hoy Santiago de Chile), de donde fue vecino encomendero.
Fue alcalde ordinario de Santiago los años 1546, 1547, 1550, 1552, 1555, 1557 y 1560; Regidor del cabildo en 1543, 1544, 1548, 1554 y 1556. En 1560 fue Tenedor de Bienes de Difuntos.
En acta del 8 de marzo de 1545 , don Pedro de Valdivia cedió en encomienda las tierras del Cachapoal (Hoy región de O'Higgins) siendo su límite norte hoy Melipilla hasta el Rio Cachapoal. A su vez, cedió en Santiago lo que se denominó el Salto de Araya hasta lo Guachuraba (siendo hoy el límite norte de Santiago hasta el último cerro que bordea por el norte hasta la carretera que va a los andes).

## Legado Agrícola y de Caballares en Chile
Según fuente del Cronista Jorónimo de Vivar, don Rodrigo de Araya fue el primero en sembrar vid y trigo en Chile.
Logrando viñas y vino, primero en la Serena y luego en Santiago, y en donde erigió el primer molino de trigo para el sustento de los conquistadores.
Vino
Rodrigo de Araya es consignado como el primer viticultor de Chile por el Acta de Fundación del Vino Chileno, descubierta en el Archivo de Indias por el historiador José Toribio Medina. «Hay viñas y en ninguna parte de las Indias se ha dado tan buena uva como en esta tierra; hácese muy buen vino. El primer hombre que lo hizo fue un vecino que se dice Rodrigo de Araya, y así mismo fue el primero que trajo trigo a esta tierra». 
Trigo
Erigió el primer molino de Chile, en 1548, en la ladera suroeste del cerro bautizado como Santa Lucía y llamado por los nativos e indistintamente hasta hoy como Huelén.
Este primer molino abasteció a los conquistadores en sus primeros años.
Caballares
Don Rodrigo de Araya fue uno de los primeros criadores de caballos en Chile junto a don Francisco de Aguirre (en La Serena) siendo Melipilla uno de los lugares principales para esta actividad escogida por el conquistador y seguido por su hermano menor.

## Vida familiar
Se casó en Chile con Magdalena Fernández, hermana del conquistador Alonso de Córdoba, natural de Valdepeñas. Tuvieron una hija, doña Úrsula de Araya casada con don Alonso Álvarez de Berrio—natural de Ávila y vecino feudatario de Santiago del Nuevo Extremo. Dejó además, don Rodrigo, un hijo ilegítimo.

## Muerte
Testó en Santiago de Chile en 1561.